# 미쓰쿠리 다카시
미쓰쿠리 다카시(일본어: 三栗 崇, 1939년 2월 19일 ~ )는 일본의 체조 선수이며 올림픽 2관왕이다.
도야마현 도야마시에서 태어난 미쓰쿠리는 1960년 로마 올림픽에 처음 나가 단체전에서 금메달을 획득하였다. 4년 후, 도쿄 올림픽에서 다시 단체전 2연승을 거두었으며, 개인적으로는 평행봉에 나갔는 데 1960년과 1964년 각각 4위와 6위를 하였다.
미쓰쿠리는 1962년 세계 선수권에서 평행봉의 동메달을 따고, 일본 팀은 단체전을 우승하였다. 4년 후, 그는 철봉 운동에서 동메달을 땄으며 일본 팀이 단체전을 다시 우승하였다.
그의 부인 나카무라 다니코도 은퇴한 체조 선수이다.